# Katharina Trost
Katharina Trost, née le 28 juin 1995 à Freilassing en Allemagne, est une athlète allemande spécialisée dans la course de demi-fond.
Elle participe au 800 m des Jeux olympiques de 2020, elle finit 8e et dernière de sa demi-finale.
Elle participe aux championnats du monde d'athlétisme 2022

## Palmarès
- 2019: Vainqueur sur 800 mètres aux championnats d'Allemagne en salle.
- 2022: Vainqueur sur 1500 mètres aux championnats d'Allemagne en salle.

## Records
| Épreuve | Épreuve   | Temps         | Lieu      | Date            |
| ------- | --------- | ------------- | --------- | --------------- |
| 800 m   | Plein air | 1 min 58 s 68 | Chorzów   | 20 juin 2021    |
| 1 500 m | Plein air | 4 min 02 s 32 | Chorzów   | 16 juillet 2023 |
| 800 m   | En salle  | 2 min 02 s 34 | Metz      | 12 février 2022 |
| 1 500 m | En salle  | 4 min 07 s 99 | Karlsruhe | 28 janvier 2022 |